# Edson Hansen Sant'Ana

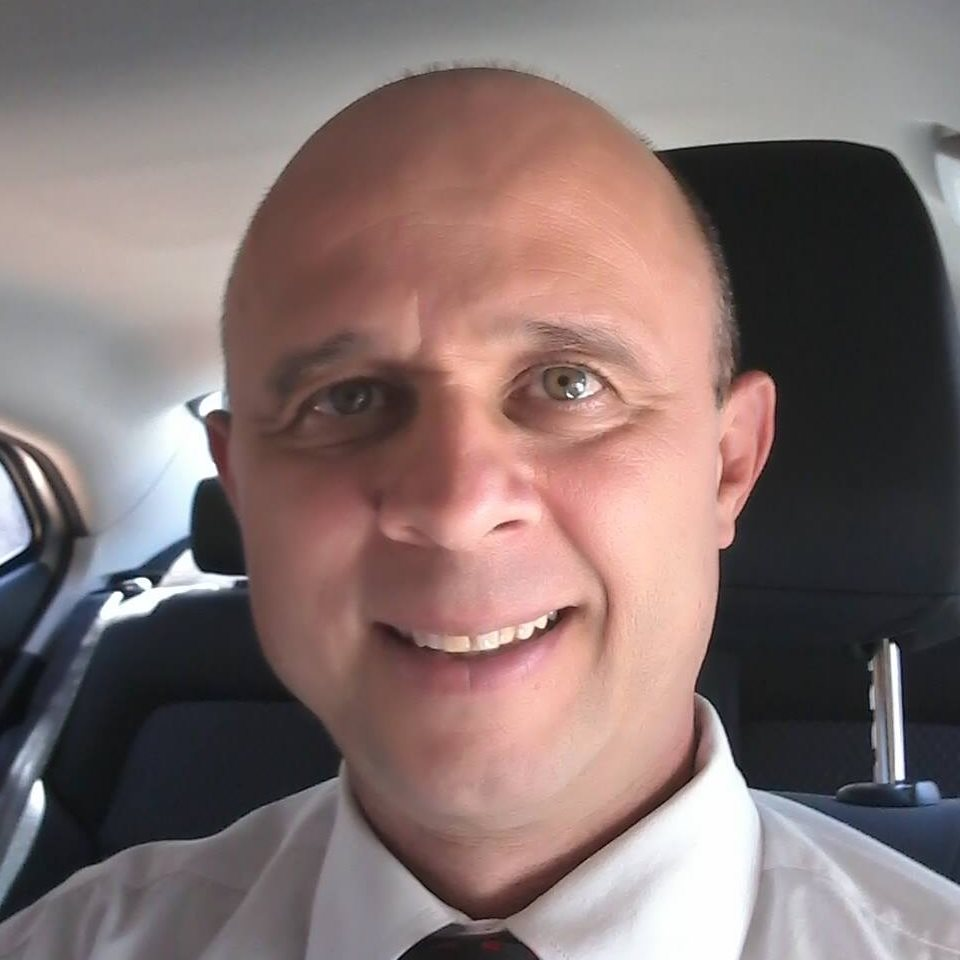
Sant'Ana em 2021

Em 1985, na mesma cidade onde nasceu, iniciou sua carreira profissional como professor de piano, harmonia e regência de coros. Em uma carreira diversificada e plural se tornou professor de canto para vários artistas da música popular, entre eles, lecionou técnica vocal para Edson & Hudson (da dupla sertaneja) e outros. Também professor de arranjo, composição e canto da violinista Simone Greve da Orquestra Sinfônica de Limeira - professora de violino avançado na Escola Livre de Música dessa mesma Orquestra (http://www.elmlimeira.com/violino).
De 1987-1988 foi professor no Conservatório de Música de Rio Claro. De 1989-1991, professor de canto e regente no Coral da Secretaria Municipal de Cultura de Limeira. Atuou como produtor musical em vários trabalhos, entre eles mencione-se, a função de musicógrafo na Prates Productions (produtora do Prisma Brasil, 1995). Regente da cantata “O Rei dos Reis” de John Peterson nas temporadas de 1998 e 1999. Em 2000, como professor convidado, orientou na área de Computação Musical Conservatório Musical do UNASP (campus 2, Engenheiro Coelho).
No Mato Grosso, em Sinop, de 2001 a 2005 atuou como professor de Piano e Canto no Colégio Regina Pacis (Sinop-MT). De 2001 a 2006, professor de piano e teclado na Universidade Estadual de Mato Grosso (UNEMAT -campus Sinop-MT). No ano de 2004, Diretor de diretor de Artes na mesma universidade. De 2004 a 2006 fundou e foi coordenador e regente da Orquestra de Cordas da UNEMAT. Regente do Coral Municipal de Sinop nos anos de 2005 e 2006.
Em São Paulo novamente, atuou como coordenador técnico e pedagógico da Empresa Cultural Humaniza (2007) na Escola Orquestra Inclusiva de Música.
Em Brasília, de 2008 a 2009, esteve como professor de Piano e Teclado em Brasília (Teatro de Sobradinho-DF). Nos mesmos anos, também foi correspondente Cultural da Humaniza no Ministério da Cultura em Brasília. De 2008 a 2009 se tornou pesquisador assistente da RIPM (Retrospective Index to Music Periodicals). Em 2009, recebeu o titulação de mestre em Música pela Universidade de Brasília (UnB). No então mestrado, o seu trabalho é marcado por uma nova abordagem teórico-analítica a partir das obras do compositor Almeida Prado, que então fora aluno de Olivier Messiaen e Nadia Boulanger (França). Essa pesquisa-dissertação foi orientada pela profa. Dra. Maria Alice Volpe (UnB/UFRJ).
Retorna ao Mato Grosso em 2009, tendo em 2011 dirigido o projeto federal Musical Cênico do Grupo Contraponto (“MPB na Amazônia”). No mesmo ano é professor convidado do 7O. SIMPÓSIO SOBRE O ENSINO MUSICAL / 2O. COLÓQUIO SOBRE EDUCAÇÃO MUSICAL ESPECIAL E INCLUSÃO EM CUIABÁ - MT, UFMT. De 2010 a 2012 foi conselheiro titular do Conselho Municipal de Cultura de Sinop-MT. É atualmente professor da disciplina de Artes/Música no Instituto Federal de Educação, Ciência e Tecnologia de Mato Grosso (IFMT). É membro da Associação Brasileira de Teoria e Análise (TeMA), onde também é editor-chefe do TeMA informativo da mesma associação.
Como compositor tem contribuído com algumas obras, dentre as quais, estão Batendo em Cinco1, Sonata n.o 12,Sonata n.o 23, Quarenta Variações4, Vaso de Flor Perfeita5, Bem Aventuranças6, Painéis Sonoros, Choro Torto, entre outras. Tem composto também uma série de obras para o segmento sacro evangélico - músicas para solos vocais, músicas para coro e piano.
Em março de 2017, na cidade de São Paulo, recebeu a “Comenda Carlos Gomes” da Sociedade Brasileira de Artes, Cultura e Ensino (SBACE) como reconhecimento da contínua contribuição que vem prestando à sociedade brasileira no campo da Música (produção musical, ensino e pesquisa).
Recentemente, no dia 08 de novembro de 2017, pela UNESP, realizou a defesa da tese “A concepção intervalar em Almeida Prado: um estudo em três obras pós-ruptura” fruto de um doutorado na mesma instituição (2014-2017) sob licença e apoio do IFMT – campus Juína. Sua tese versa sobre um aprofundamento teórico da concepção intervalar em Almeida Prado. Sobre a mesma temática tem publicado inúmeros artigos relevantes em periódicos e revistas brasileiras de música. Sua pesquisa também abarca questões de Teoria, Análise e Musicologia. Mantém trabalhos e práticas convergentes à Educação Musical sobre o ensino coletivo de instrumento (flauta-doce e teclado), harmonia, arranjo e improvisação.
1 https://www.researchgate.net/publication/264239854_Batendo_em_Cinco_composicao_musical
2 https://www.researchgate.net/publication/264240248_Sonata_no_1_composicao_musical
3 https://www.researchgate.net/publication/264240465_Sonata_no_2_composicao_musical?ev=prf_pub
4 https://www.researchgate.net/publication/264384534_Quarenta_Variacoes_composicao_musical
5https://www.researchgate.net/profile/Edson_Sant_Ana2/publication/264275298_Vaso_de_Flor_Perfeita_composicao_musical/links/53d6ce720cf220632f3ddb83.pdf
6https://www.researchgate.net/publication/279173954_As_Bem_Aventurancas_composicao_musical?_sg=3-5R3W04UQdWBOSzWlviALiA3Jg2L5JnFDiOzrsC3wE
7 Tese: "A concepção intervalar em Almeida Prado: um estudo em três obras pós-ruptura" http://hdl.handle.net/11449/152167
8 Artigo: "A(s) Musicologia(s) na Atualidade Brasileira: o Jogo do Saber e seus Paradoxos" https://doi.org/10.33871/23179937.2016.4.1.986
9 Artigo: "Por uma análise pela composição: A concepção intervalar de Almeida Prado nas Cartas Celestes I"  https://www.anppom.com.br/revista/index.php/opus/article/view/458
10 Artigo: Arte ou Artes: ideologia representativa versus epistolaria da área https://www.researchgate.net/publication/344331254_Arte_ou_Artes_ideologia_representativa_versus_epistemologia_da_area